# Manoba paucilinea
Manoba paucilinea är en fjärilsart som beskrevs av De Joan 1928. Manoba paucilinea ingår i släktet Manoba och familjen trågspinnare. Inga underarter finns listade i Catalogue of Life.